# Yukio Kasaya
Yukio Kasaya (japanska: 笠谷幸生), född 17 augusti 1943 i Yoichi i Shiribeshi subprefektur på Hokkaido, död 23 april 2024 i Sapporo, Hokkaido, var en japansk backhoppare. Han tävlade för Nikka Whisky Distilling Co. LTD.

## Karriär
Yukio Kasaya debuterade i det japanska A-laget 1969. Under VM 1970 i Vysoké Tatry, (den gången Tjeckoslovakien) vann han en silvermedalj i normalbacken.
Säsongen 1971/1972 var Kasayas bästa säsong. I Tysk-österrikiska backhopparveckan 1971/1972 vann han de tre första deltävlingarna. Möjligtvis kunde han ha vunnit backhopparveckan totalt om han inte hade rest hem till Japan före sista deltävlingen i backhoppsveckan (i Bischofshofen) för att förbereda sig till backhoppningstävlingarna i Olympiska vinterspelen som skulle gå av stapeln i hemlandet, i Sapporo, februari 1972.
Kanske gjorde Yukio Kasaya ett klokt val ändå. I OS vann han tävlingen i normalbacken före landsmännen Akitsugu Konno och Seiji Aochi, och säkrade Japans största backhoppningstriumf någonsin. Yukio Kasaya blev genom segern dessutom första japan att någonsin vinna en medalj i ett vinter-OS och den första asiat att vinna en olympisk backhoppstävling. OS-tävlingarna på den tiden räknades också som världsmästerskap. Därmed blev Kasaya också världsmästare 1972 i normalbacken.
Yukio Kasaya avslutade backhoppningskarriären 1973.